# Quét xương
Quét xương  là một kỹ thuật y học hạt nhân chụp hình ảnh của xương. Nó có thể giúp chẩn đoán một số tình trạng xương, bao gồm ung thư xương hoặc di căn, vị trí viêm xương và gãy xương (có thể không nhìn thấy trong hình ảnh X quang truyền thống) và nhiễm trùng xương.
Y học hạt nhân cung cấp hình ảnh chức năng và cho phép hình dung việc chuyển hóa xương hoặc tu sửa xương, mà hầu hết các kỹ thuật hình ảnh khác (như chụp cắt lớp điện toán bằng tia X, CT) không thể chụp được. Xạ hình xương cạnh tranh với chụp cắt lớp phát xạ positron (PET) để chụp ảnh chuyển hóa bất thường trong xương, nhưng rẻ hơn đáng kể. Chụp cắt lớp xương có độ nhạy cao hơn nhưng độ đặc hiệu thấp hơn so với CT hoặc MRI để chẩn đoán gãy xương do scaphoid sau khi chụp X quang cho kết quả âm tính.

## Lịch sử

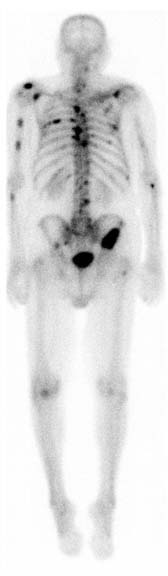
Quét xương cho thấy nhiều di căn xương từ ung thư tuyến tiền liệt.

Một số nghiên cứu sớm nhất về chuyển hóa xương được George de Hevesy thực hiện vào những năm 1930, sử dụng phosphor-32 và Charles Pecher vào những năm 1940.
Trong những năm 1950 và 1960, calci-45 đã được nghiên cứu áp dụng, nhưng khi phát xạ beta tỏ ra khó chụp được hình ảnh. Hình ảnh của các máy phát positron và gamma như flo-18 và đồng vị của stronti với máy quét trực tràng là hữu ích hơn. Sử dụng Technetium-99m (99m Tc) có nhãn phosphat, diphosphonat hoặc các tác nhân tương tự, như trong kỹ thuật hiện đại, lần đầu tiên được đề xuất vào năm 1971.